# Revolta dos Camponeses Romenos de 1907
A Revolta dos Camponeses Romenos teve início em 8 de fevereiro de 1907 (21 de fevereiro pelo calendário juliano) na cidade de Flămânzi, județ de Botoşani, na Moldávia, e avançou rapidamente pelo país, chegando até a Valáquia. A principal causa do levante foi o descontentamento dos camponeses com a desigualdade sobre a posse da terra, que estava concentrada nas mãos de alguns grandes latifundiários. A revolta foi esmagada pelo governo e a repressão por parte do exército levou à morte parte da população rural do país.

## Antecedentes
A maioria dos grandes proprietários de terras preferia viver nas cidades e arrendavam suas propriedades a terceiros, em troca de uma renda fixa. Os locatários, por sua vez, buscavam obter lucro num curto espaço de tempo. Na época, enquanto os latifundiários possuíam mais da metade da terra arável, 60% dos camponeses - que compunham cerca de 80% da população romena - possuía pouca ou nenhuma terra.
Inicialmente, os camponeses voltaram-se contra os judeus, que constituíam a maioria dos locatários de terras, especialmente no norte da Moldávia. A revolta rapidamente espalhou-se para o sul, perdendo um pouco de seu caráter antissemita e tornando-se, basicamente, um protesto contra o vigente sistema de posse da terra.